# Isoentalpisk process
En isoentalpisk process är inom termodynamiken en process som fortgår utan någon förändring i systemets entalpi, H, eller i den specifika entalpin, h .